# Вики Миљковић
Виолета „Вики” Миљковић (Велики Вртоп, 18. децембар 1974) српска је певачица и предузетница.
Каријеру је почела 1992. хит-песмом Мене лоша срећа прати. Као један од пионира новоосноване Гранд продукције, снимила је мноштво популарних песама и албума, а потом одржала велики солистички концерт у Београду.
Била је чланица жирија музичког такмичења Звезде Гранда (2016—2025), као и тренутни део музичког такмичења Пинкове звезде (2025—данас).

## Биографија
Рођена је у Нишу, где је 1981. кренула у основну школу "Маршал Тито". Средњу музичку школу „Др Војислав Вучковић“ уписала је 1989, а потом је завршила музичку академију у Приштини. Њени родитељи, Зорка и Светомир, нису подржали њену идеју да се бави певањем, но Виолета је и поред тога снимила први албум 1992. На њему се нашло неколико познатих песама "Лоша срећа", "Дођи, види, па иди" и "Сто посто". Једина дуготрајно популарна песма на њему је била Лоша срећа, те је Вики остварила мали успех. То се међутим мења следеће године, са албумом Хајде води ме одавде, и два велика хита – Хајде води ме одавде и Ником није лепше него нама (Кока–кола, Малборо, Сузуки), популарним и у бившим југословенским републикама. Наредне две године Вики је издала још два албума, са хитовима Србија (Волим момке који пију ракију), Небеске сузе и Тунел. Године 1997. остварује знатан успех и велику популарност захваљујући песмама Куд' пукло да пукло, Не знам шта си туго моја, Ћерка (Желео си сина, добио си кћер) и Женске бубице (Љубоморна сам на све), највећим хитом у њеној каријери. И следећа два албума јој одржавају популарност, али јој и даље не обезбеђују место у естрадном врху. Најслушаније песме на албумима из 1998. и 2001. су Окрећем ти леђа туго, Удри бригу на весеље, Беж' Милане моја ружо, Горо сестро, Године, Пет минута. Виолета је 2001. прешла у Гранд продукцију, а већ са другим албумом издатим за њу, 2003. године стиче највећи успех у дотадашњој каријери. Био је то албум Мариш ли, где су чак пет песама биле велики хитови у земљи – Мариш ли, Бајадера, Црно на бело, Овог викенда и Наруквице. Популаран је био и дует Зашто са турском звездом Мехмедом Баданом. Са албумом Махинално 2005. Вики је коначно доспела међу највеће музичке звезде у земљи, јер су свих девет песама са албума (Махи, махи, Празан стан, Разлика, Несаница, О како боли, Ти мушкарац, Цурице, Да ли си добро спавао, Обележена) биле изузетно популарне. О њеној популарности у то време сведочи и њен први солистички концерт у Београду 2005. године, пред око осам хиљада људи. Успешнију турнеју од Вики у то време је имала само Индира Радић. Већ следеће године Вики се накратко повлачи са сцене. У јуну 2007. године удала се за музичара Драгана Ташковића, и у октобру исте године је родила сина Андреја. Две године касније издала је албум "Овде се не плаче", где су најслушаније песме биле Овде се не плаче, Хеј, ко то пита, Дођавола све и Иду ми, иду.
Године 2011. Миљковићева је снимила песме Ко то зна и Не зна јуче да је сад, дует са Халидом Бешлићем и издала компилацију највећих хитова. Годину дана касније издала је хит песму Румба, која је обновила популарност Миљковићеве, а 2013. Чики лики лајла, препев једног бугарског хита. На пролеће 2014. године учествовала је на првом Пинковом фестивалу и освојила прво место са песмом Фластер на уста, а на јесен исте године је издала песму Досадно. 2015. године снимила је песму Оно нешто, а у јануару 2016. издала је песме Опа, опа и Мене лоше добро зна као најава за њен једанаести студијски албум. Исте године снимила је и песме Могу, могу и Рођендан.
Почетком 2016. постала је члан жирија у такмичењу Звезде Гранда, све до одалска из жирија за сезону 2025/26. Потписала је уговор за учешће у такмичењу Пинкове звезде.

## Дискографија
Студијски албуми
- Лоша срећа (1992)
- Хајде води ме одавде (1994)
- Свадбе неће бити (1995)
- Тунел (1996)
- Куд пукло да пукло (1997)
- Окрећем ти леђа, туго (1998)
- Године (2001)
- Мариш ли (2003)
- Махи, махи (2005)
- Овде се не плаче (2009)

Синглови
- Хајде води ме одавде (1994)
- Ником није лепше него нама (1994)
- Хајде води ме одавде (1994)
- Женске бубице (1997)
- Беж' Милане моја ружо (1998)
- Мариш ли (2003)
- Махи, махи (2005)
- Ко то зна (2011)
- Румба (2012)
- Чики лики лајла (2013)
- Фластер на уста (2014)
- Досадно (2014)
- Оно нешто (2015)
- Опа, опа (2016)
- Мене лоше добро зна (2016)
- Могу, могу (2016)
- Рођендан (2016)

Дуети
- Зашто (дует са турским певачем Мехмедом Беданом) (2003)
- Не зна јуче да је сад (дует са Халидом Бешлићем) (2011)
- Само намигни (дует са Дадом Полументом) (2013)
- Досадно ( са Ди-џеј Спаз и Кости Форца) (2014)
- Срце које воли (дует са Бецом Фантастик бенд) (2018)
- 4 стране света (дует са Сузаном Јовановић) (2021)

### Видео-спотови
| Видео спот                 | Година | Режисер                 |
| -------------------------- | ------ | ----------------------- |
| Лоша срећа                 | 1992   |                         |
| Хајде води ме одавде       | 1994   |                         |
| Ником није лепше него нама | 1994   |                         |
| Што ме пушташ срећо саму   | 1994   |                         |
| Свадбе неће бити           | 1995   |                         |
| Небеске сузе               | 1995   |                         |
| Тунел                      | 1996   |                         |
| Куд пукло да пукло         | 1997   |                         |
| Срце јужно                 | 1997   |                         |
| Пет минута                 | 2001   | Маријана                |
| Мариш ли                   | 2003   | Д. Гузијан              |
| Зашто                      | 2003   |                         |
| Не зна јуче да је сад      | 2011   | ДМ САТ видео продукција |
| Румба                      | 2012   | ДМ САТ видео продукција |
| Само намигни               | 2013   | Андреј Илић             |
| Досадно                    | 2014   | Горан Јанковић          |
| Оно нешто                  | 2015   | Toxic Entertainment     |
| Опа, опа                   | 2016   | Ведад Јашаревић         |
| Мене лоше добро зна        | 2016   | Ведад Јашаревић         |
| Могу, могу                 | 2016   | Ведад Јашаревић         |
| Рођендан                   | 2016   | Ведад Јашаревић         |
| Срце које воли             | 2018   | Љуба Радојевић          |
| 4 стране света             | 2021   | Душан Шљивић            |

## Фестивали
- 1992. МЕСАМ - Лоша срећа
- 2014. Pink music festival - Фластер на уста
- 2023. Фестивал севдалинке, Тузла - Вино пију аге Сарајлије / Ој Сафете, Сајо, Сарајлијо, гошћа ревијалне вечери фестивала